# Piotr Szulkin
Piotr Szulkin (Gdańsk, 1950. április 26. – 2018. augusztus 3.) lengyel filmrendező, forgatókönyvíró.

## Filmjei
Rendezőként
- Dziewce z ciortom (1975)
- Oczy uroczne (1977)
- Kobiety pracujące (1978)
- Golem (1979)
- Wojna światów – następne stulecie (1981)
- O-Bi, O-Ba. Koniec cywilizacji (1984)
- Ga, Ga. Chwała bohaterom (1985)
- Femina (1990)
- Mięso (Ironica) (1993)
- Übü király (Ubu Król) (2003)

Forgatókönyvíróként
- Raz, dwa, trzy (1972)
- Wszystko (1972)
- Przed kamerą SBB (1974)
- Zespół SBB (1975)
- Narodziny (1975)
- Życie codzienne (1976)
- Oczy uroczne (1977)
- Golem (1979)
- Wojna światów – Następne stulecie (1981)
- O-Bi, O-Ba. Koniec cywilizacji (1984)
- Ga, Ga. Chwała bohaterom (1985)
- Mięso (Ironica) (1993)
- Übü király (Ubu Król) (2003)